# Шај (Де Севр)
Шај (фр. Chail) насеље је и општина у западној Француској у региону Поату-Шарант, у департману Де Севр која припада префектури Ниор.
По подацима из 2011. године у општини је живело 531 становника, а густина насељености је износила 42,14 становника/km². Општина се простире на површини од 12,6 km². Налази се на средњој надморској висини од 149 метара (максималној 177 m, а минималној 124 m).

## Демографија
| 1962. | 1968. | 1975. | 1982. | 1990. | 1999. | 2011. |
| ----- | ----- | ----- | ----- | ----- | ----- | ----- |
| 438   | 463   | 402   | 417   | 431   | 505   | 531   |

График промене броја становника у току последњих година